# 天主教邦多教區
天主教邦多教區（拉丁語：Dioecesis Bondoënsis）是剛果民主共和國一個羅馬天主教教區，屬基桑加尼總教區。

## 歷史
教區前身是一個宗座監牧區，成立於1926年3月10日。1937年12月2日升為代牧區。1959年11月10日升為教區。

## 現況
教區位於東方省西北部，2012年有教友197,000人（佔轄區總人口46.7%）、十四個堂區、廿四名司鐸。現任教區主教為艾蒂安·溫蓋約翁。